# Ботсвано-южноафриканские отношения
Ботсвано-южноафриканские отношения — двусторонние дипломатические отношения между Ботсваной и ЮАР. У Ботсваны имеется высокая комиссия в Претории, а у Южной Африки — в Габороне. Обе страны являются бывшими британскими колониями, а также членами Африканского союза и Содружества Наций. Протяжённость государственной границы между странами составляет 1969 км.

## История
В 1910 году между этими государствами (которые в те времена назывались Южно-Африканский Союз и Бечуаналенд) был заключен таможенный союз. В 1986 году Южная Африка начала военную операцию в Ботсване с целью нанести удар по членам Африканского национального конгресса которые осели в этой стране. Это нападение было осуждено президентом США Рональдом Рейганом. В 1986 году президент Ботсваны Кветт Кетумиле Масире сообщил, что соседние страны Южной Африки пострадают больше всего в случае если западные страны введут экономические санкции в отношении ЮАР. Также он сделал уточнение: «Очевидно, что мы не можем запретить Западу ввести санкции в отношении Южной Африки, мы приветствуем любую форму давления на режим апартеида». 22 июня 1994 года между странами были установлены отношения на полном дипломатическом уровне.

## Сотрудничество
В 2003 году президент ЮАР Табо Мбеки нанёс визит президенту Ботсваны Фестусу Могае. Главы двух государств обсудили двусторонние, региональные и международные вопросы, а также вопросы представляющие взаимный интерес, такие как Соглашение о создании совместной постоянной комиссии по сотрудничеству между Ботсваной и ЮАР. Лидеры двух стран также заявили о необходимости «оказать помощь народу Зимбабве в решении проблем, стоящих перед их государством». В ноябре 2008 года президенты двух стран договорились работать вместе над решением кризисной ситуации в Зимбабве.

## Соглашения
В 2003 году страны подписали соглашение об отмене двойного налогообложения.
В 2005 году страны подписали шесть соглашений по укреплению сотрудничества в различных областях: сельское хозяйство, здравоохранение, местное самоуправление, спорт, культура и транспорт.
В 2006 году министры окружающей среды двух стран вместе с Зимбабве подписали соглашение о создании нового трансграничного парка под названием Трансграничный заповедник Лимпопо—Шаше.
В 2007 году Железные дороги Ботсваны подписали соглашение с южноафриканским оператором Spoornet.